# More Than a Woman
«More Than a Woman» (en español: Más que una Mujer) es una canción escrita e interpretada por el grupo Bee Gees en 1977 para la banda sonora de la película Saturday Night Fever.

## Contexto
Esta canción fue interpretada en dos versiones originales. Una versión por el grupo Tavares y que es la apreciable en las escenas de Tony Manero en su práctica de baile con Stephanie Mangano. La otra versión es la interpretada por los mismos Bee Gees, la que aparece durante las escenas del concurso de baile.

### Saturday Night Fever
La canción fue lanzada en 1977, tras la banda sonora, dentro de un LP promocional de música disco que contenía los temas Stayin' Alive, Night Fever, More Than a Woman, You Should Be Dancing e If I Can't Have You (por Ivonne Elliman). También fue lanzado en formato de sencillo como tal en 1978, siendo su lado B el tema de 1976 "Children of the World". Sólo en Australia, Italia, Nueva Zelanda, Perú y Portugal.

### Otras versiones
Existe también una versión en vivo de "More Than a Woman" cantada por los Gibb, perteneciente al recital de 1997 One Night Only en sus ediciones de CD y DVD lanzadas en 1998.
La canción ha sido incluida en la mayoría de las compilaciones de la banda, incluyendo Tales From The Brothers Gibb y Their Greatest Hits: The Record, entre otras no oficiales (bootlegs) y compilaciones de música disco o música de los años 70.
La primera entrega de la compilación The Record en Reino Unido, incluyó una versión mal remasterizada donde había desequilibrios sonoros durante el primer verso del tema. El inconveniente fue arreglado luego de distribuir varias copias.
En 2012, la canción fue interpretada por Finn Hudson (Cory Monteith) en el episodio "Saturday Night Glee-ver" de la serie   Glee .

## Personal
- Barry Gibb – voz principal, guitarra
- Robin Gibb – voz
- Maurice Gibb – voz, bajo
- Dennis Bryon – batería
- Blue Weaver – teclado
- Alan Kendall – guitarra
- Joe Lala – percusión

- Datos: Q2888803